# Zackensaum-Heidelbeerspanner

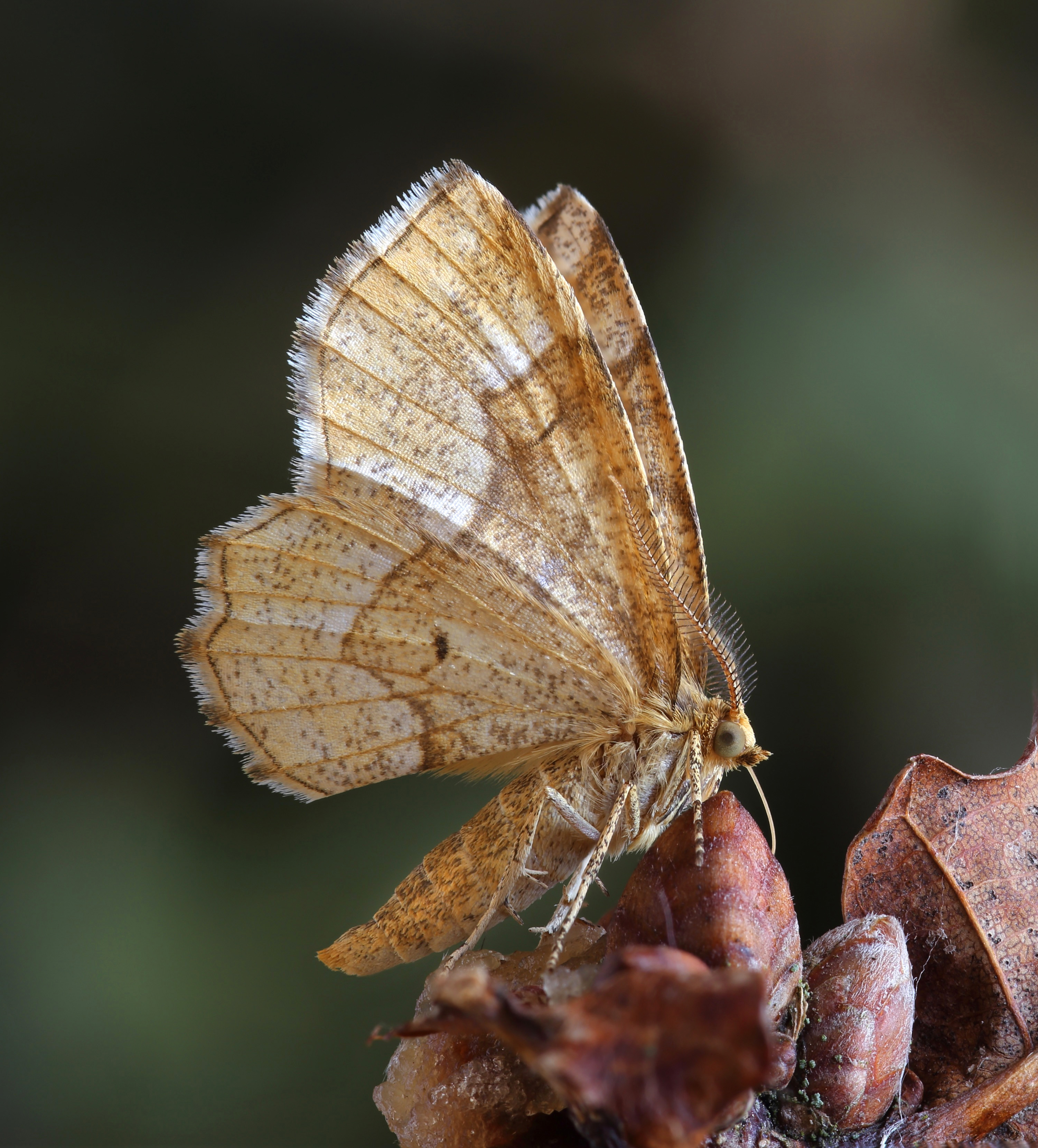
Flügelunterseite eines Männchens

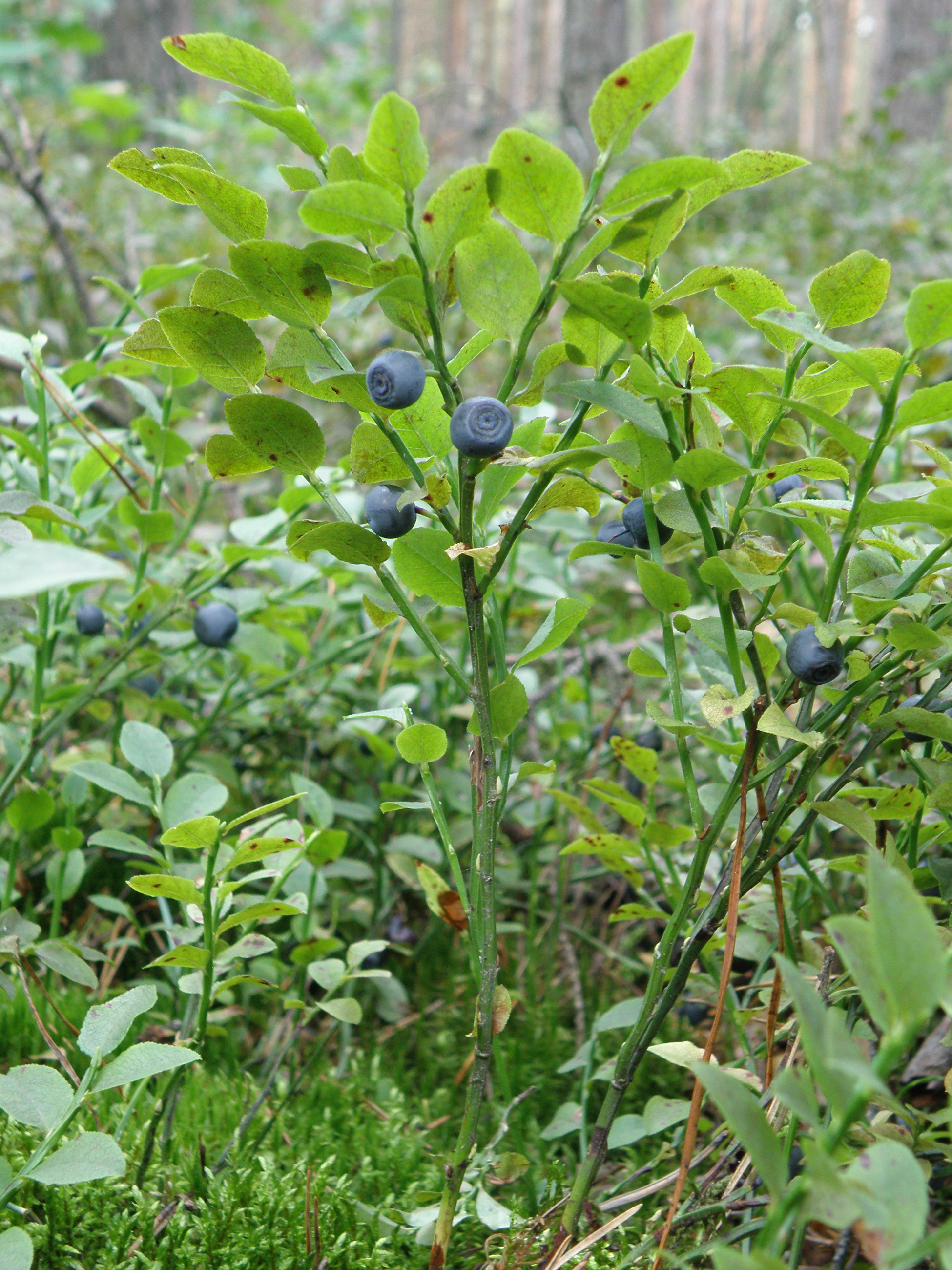
Heidelbeere, die Hauptfutterpflanze der Raupen

Der Zackensaum-Heidelbeerspanner (Cepphis advenaria) ist ein Schmetterling aus der Familie der Spanner (Geometridae).

## Merkmale

### Falter
Die Falter erreichen eine Flügelspannweite von 24 bis 30 Millimetern. Zwischen den Geschlechtern besteht farblich kein Unterschied. Die Flügelgrundfarbe variiert auf der Oberseite von hellbraun bis hin zu rötlich braun und ist mit einer sehr feinen dunkelbraunen Strichelung versehen. Auf der Vorderflügeloberseite ist das Mittelfeld verdunkelt und von einer inneren sowie einer äußeren dunkelbraunen Querlinie begrenzt, sich auf den Hinterflügeln fortsetzen und jeweils saumwärts mit einem mehr oder weniger stark ausgebildeten Zacken hervorspringen. Die Zeichnung der Flügeloberseiten scheint in ähnlicher Form auf die Unterseiten hindurch. Ein schwarzer Diskalfleck ist punktförmig. Die Fühler der Männchen sind beidseitig lang bewimpert, diejenigen der Weibchen sind sehr kurz gezähnt.

### Raupe
Ausgewachsene Raupen  zeigen ein seitliches Zickzackband, das sich aus dreieckigen dunklen, weiß eingefassten Flecken zusammensetzt und in eine braun marmorierte Rückenfärbung übergeht. Charakteristisch ist eine helle subdorsale Makel auf dem fünften Segment.

### Ähnliche Arten
Der Zweistreifige Mondfleckspanner (Selenia lunularia) unterscheidet sich durch die ungezackte äußere Querlinie, ein dunkelbraunes Feld  am Apex auf der Vorderflügeloberseite sowie die halbmondförmigen Glasflecke auf allen Flügeln. Mit einer Flügelspannweite von 34 bis 44 Millimetern sind die Falter außerdem deutlich größer als diejenigen des Zackensaum-Heidelbeerspanners.

## Verbreitung und Lebensraum
Das Verbreitungsgebiet des Zackensaum-Heidelbeerspanners erstreckt sich durch ganz Europa, einschließlich der Britischen Inseln. Die Art kommt auch im Altai, im Sajangebirge, dem Amurgebiet, der Region Primorje, auf Sachalin und den Kurilen sowie in Ostchina, Korea und Japan vor. Hauptlebensraum sind Heidelbeerwälder, Heiden und Moore. In den Alpen steigt die Art bis auf 1500 Meter Höhe.

## Lebensweise
Die Falter sind überwiegend tagaktiv und fliegen in einer Generationen von Mitte Mai bis Mitte Juli. In Ruhestellung halten sie die Flügel aufrecht halb geklappt. Nachts erscheinen sie zuweilen auch an künstlichen Lichtquellen. Die Raupen ernähren sich in erster Linie von den Blättern von Heidelbeeren (Vaccinium myrtillus). Gelegentlich wird auch das Christophskraut (Actaea spicata) oder Wachtelweizen (Melampyrum) als Nahrung angenommen. Die Art überwintert im Puppenstadium.